# Андрусове
Андру́сове (до 1948 року — Тахта-Джамі, крим. Tahta Cami) — село в Україні, у Сімферопольському районі Автономної Республіки Крим. Підпорядковане Добрівській сільській раді.

## Населення
Згідно з переписом УРСР 1989 року чисельність наявного населення села становила 201 особа, з яких 91 чоловік та 110 жінок.
За переписом населення України 2001 року в селі мешкало 730 осіб.

### Мова
Розподіл населення за рідною мовою за даними перепису 2001 року:
| Мова              | Відсоток |
| ----------------- | -------- |
| кримськотатарська | 64,38 %  |
| російська         | 32,64 %  |
| українська        | 1,30 %   |
| грецька           | 1,17 %   |
| інші              | 0,51 %   |

## Сучасність
У Андрусові 8 вулиць і 2 провулка. Площа села на якій живуть люди, 95,6 гектари. У селі в 142 дворах живе, на 2014 рік, 886 жителів. У селі є 3 магазини, кафе і АЗС, діє мечеть «Тахта-Джамі». Село пов'язане регулярним тролейбусним сполученням з Сімферополем, Алуштою і Ялтою.